# Жубрувка-Стара
Жубрувка-Стара (пол. Żubrówka Stara) — село в Польщі, у гміні Краснополь Сейненського повіту Підляського воєводства.
Населення — 49 осіб (2011).
У 1975-1998 роках село належало до Сувальського воєводства.

## Демографія
Демографічна структура станом на 31 березня 2011 року:
|          | Загалом | Допрацездатний вік | Працездатний вік | Постпрацездатний вік |
| -------- | ------- | ------------------ | ---------------- | -------------------- |
| Чоловіки | 27      | 8                  | 17               | 2                    |
| Жінки    | 22      | 7                  | 13               | 2                    |
| Разом    | 49      | 15                 | 30               | 4                    |